# Grivče
Grivče – miejscowość w Słowenii w gminie Ajdovščina, położona na północnych obrzeżach miasta Ajdovščina.